# Sanghen
Sanghen és un municipi francès, situat al departament del Pas de Calais i a la regió dels Alts de França. L'any 1999 tenia 223 habitants.
Sanghen es troba al nord del departament del Pas de Calais, a prop d'Alembon i Hermelinghen.
Sanghen es troba al cantó de Guînes, que al seu torn forma part del districte de Calais. L'alcaldessa de la ciutat és Marie-Josèphe Lapotre (2001-2008).